# Babendil
Le babandil est un instrument de musique à percussion, de type gong philippin à bord étroit, utilisé principalement comme métronome  dans les ensembles  kulintangs du Maguindanao, en Asie du Sud-Est insulaire, notamment  aux Philippines et en Indonésie.

## Description
Le babendil a généralement un diamètre d'environ 30 cm(s), ce qui le rend plus grand que le plus grand gong kulintang et comparable au diamètre de l'agung ou du gandingan . Cependant, contrairement au gandingan ou à l'agong, le babendil a un cadre affaissé qui ne le rend  pas facile d'utilisation. En raison de ce cadre affaissé, les babendils sont percutés sur leur bord, par des baguettes en bambou, qui produisent un bruit métallique distinctif . 
Le babendil trouve sa place dans la classification Hornbostel-Sachs ou système Hornbostel-Sachs. Ce système de classification des instruments de musique conçu par Erich von Hornbostel et Curt Sachs en 1914 est le plus utilisé actuellement en organologie, en ethnomusicologie. Dans cette nomenclature le babendil est classé "cloche instrumentale", par contre si l'instrument est frappé sur le cadre, il est qualifié de "cloche gong". Les babandils sont généralement fabriqués en bronze, mais en raison de la rareté du métal, surtout dans la région de Mindanao , la plupart des gongs y compris le babendil, sont fabriqués avec des métaux plus usuels, tels que le laiton, le fer et même avec le fer-blanc des boîtes de conserve.

## Technique
Le babendil peut être joué aussi bien par une femme que par un homme. la position est debout ou assise si l'instrument est suspendu à un plus de 30 cm(s) du sol. Une technique appropriée exige que le joueur tienne le babendil à la verticale, en l'inclinant du corps, le gong maintenu au bord entre le pouce et les quatre doigts. Avec son pouce parallèle au bord du gong, le joueur frappent le bord du gong, en utilisant leur betay pour interpréter des tempos fondamentaux qui ressemblent à ceux des batteried du dabakan ou aux battements de l’agung.

## Utilisation
Dans les ensembles de kulintang en bois, le kagul est généralement substitué à la partie babendil. Parmi les Tausug , les Samal et les Yakans , leur instrument de type babendil est généralement tombé en désuétude (le tempo est contrôlé en utilisant le plus haut gong du kulintangan. Solembat est le terme utilisé par Samal pour un battement ostinato, alors que les Yakans le désignent du vocable, nulanting.

## Origines
Le mot "babendil" pourrait provenir du Moyen-Orient ou du sous-continent indien. Les spécialistes suggèrent que le nom babendil est dérivé du mot arabe bandair, qui signifie «de type circulaire, pan-arabe, tambourin ou tambour à cadre» . D'autres suggèrent que, puisque le babendil est étroitement apparenté au bebende ou au bende javanais (un gong ayant des caractéristiques similaires et étant utilisé dans l' ensemble de gamelan colotomique ), il a peut-être des relations avec un ancien tambour kettle indien , behri, où l'ancien sanskrit a indiqué que le bende était l'équivalent en bronze du behri.

## Autres noms dérivés
Aussi appelé: babendir, ( Maguindanao ) babndir ( Maranao ), bandil, babandil, babindil, bapindil, (Autres groupes des Philippines du Sud), babandir ( Tagbanwa , Batak , Palaw'an ), banendir, tungtung, ( Tausug ), Salimbal ( Samal ) et le mapindil ( Yakan ). 